# کارول گروزشکی
کارول گروزشکی (انگلیسی: Karol Gruszecki؛ زادهٔ ۴ نوامبر ۱۹۸۹) بازیکن بسکتبال اهل لهستان است.